# Coup de force du 26 mars 1952 en Tunisie
 (août 2023).

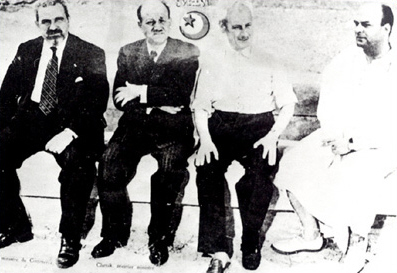
Ministres du cabinet Chenik exilés en mars 1952 : de gauche à droite Mohamed Salah Mzali, M'hamed Chenik, Mahmoud El Materi et Mohamed Ben Salem.

Le Coup de force du 26 mars 1952 en Tunisie est la destitution par la force du premier ministre tunisien par les autorités et l'armée française, qui assiègent le palais du Bey puis déportent le premier ministre avec trois autres ministres dans le sud de la Tunisie En effet, ils lui reprochent une requête formulée contre la France à l'ONU et la situation de tensions sociales.

## Histoire

### Contexte
Les deux années précédentes, la France avait opté pour une stratégie de négociation avec le mouvement national tunisien. Le 17 août 1950, un communiqué français avait officiellement reconnu le premier vrai gouvernement tunisien, présidé par M'hamed Chenik. Il incluait la participation du principal parti indépendantiste, le Néo-Destour, dont 
les figures sont Habib Bourguiba, Salah Ben Youssef et le leader syndical de l'UGTT Farhat Hached, les trois principaux chefs de file du mouvement national tunisien. 
Ce communiqué avait demandé  au gouvernement tunisien, présidé par M'hamed Chenik  de négocier l'autonomie interne. 
Le 31 octobre 1951, Chenik soumet à Paris un mémorandum pour une nouvelle étape vers l'autonomie interne, auquel répond une note du 15 décembre 1951, qui semble accepter des négociations, selon une interprétation postérieure, dans une lettre au Bey le 26 novembre 1952.

### La première tentative de Hautecloque en janvier
L'année 1952 voit la situation se dégrader. Le 13 janvier 1952, Jean de Hauteclocque arrive à Tunis à bord du croiseur Le Mercure puis remplace, le résident général de France, Louis Périllier.  Quatre jours après, c'est l'investiture le 17 janvier du nouveau président du conseil Edgar Faure, qui a vécu plusieurs années en Tunisie pendant la Guerre . Il y enverra fin janvier 1952 les renforts que réclame le nouveau Résident général pour mener « ses opérations de police » au Cap Bon, avec l'appui du sénateur Antoine Colonna.
Jean de Hauteclocque témoigne rapidement de mouvements d'humeur envers le second gouvernement M'hamed Chenik, à qui il reproche le  projet de requête de l'ONU pour faire analyser la situation en Tunisie, jugée blessante pour la France. Dès son arrivée, il demande à rencontrer le bey sans la présence des ministres, ce que ce dernier refuse, en soulignant sa réprobation et en prenant soin d'organiser l'audience avec le gouvernement Chenik au complet. Le surlendemain de son arrivée, Jean de Hauteclocque apprend que la requête tunisienne auprès de l'Organisation des Nations unies (ONU) a été déposée. Il en demande, sans succès, le retrait, le bey lui refusant aussi le rappel des deux ministres qui l'ont déposée .
Peu après, Jean de Hauteclocque instaure le couvre-feu et l'état d'urgence, en raison de la mort le 23 janvier du lieutenant Vaché, tué par un coup de fusil non identifié. Les blindés rasent six baraques d'épiciers et enfoncent une maison. Il interdit le congrès du Néo-Destour puis lance le 28 janvier le ratissage du Cap Bon par la Légion étrangère. Il fait arrêter Habib Bourguiba et nombre d'autres leaders nationalistes importants . Face à la contestation sociale généralisée que cette répression a déclenchée, le résident doit rapidement renoncer à demander la démission du gouvernement Chenik. Il doit demander dès le 24 janvier à Lamine Bey de lancer un appel au calme. Le souverain exige de son côté « une prise de position nette du gouvernement français » car il est indigné par la répression mise en œuvre.
Davidson, le journaliste de l'Associated Press à Tunis parle de l'opération dès son déclenchement, mais il se voit démenti par les autorités coloniales. Il décide de se rendre à Tazerka pour recueillir les témoignages et prouver ses affirmations, avec Habib Chatty, reporter du journal As-Sabah. Associated Press diffuse de nombreuses photos des maisons et des boutiques éventrées. Son reporter retourne à Tunis avant que les militaires ne soient alertés, puis saute dans l'avion qui le ramène à Paris puis en Amérique. La presse à grand tirage, particulièrement aux États-Unis et en Grande-Bretagne reprend largement son reportage. Le New York Times, le Washington-Post et le Daily Telegraph profitent de l'occasion pour « déplorer l'attitude de la France qui, en s'accrochant à un colonialisme dépassé, finira par perdre le bénéfice de l'apport de civilisation qu'elle avait réalisé en Afrique du Nord ». 
Le Manchester Guardian souligne qu'Habib Bourguiba souhaitait le maintien de rapports étroits avec la France et déplore « qu'une expérience prometteuse et unique dans le monde arabe en matière de coopération, s'est vu porter un coup sérieux, et il ne sera pas facile de recoller les
morceaux ». En Tunisie, l'opinion publique est revigorée par ce soutien international et le 1er février le Néo-Destour et l'UGTT lancent une grève générale, très suivie par les fonctionnaires. M'hamed Chénik, soutenu par Lamine Bey, confie une enquête officielle aux docteurs Materi et Ben Salem, deux de ses ministres. Le président de la chambre d'Agriculture, Tahar Ben Ammar, lance lui aussi une enquête, et c'est également le cas de Pierre Corval et du pasteur La Gravière, conseillers de l'assemblée de l'Union française, qui viennent en Tunisie pour l'effectuer. Résultat,  Paris ordonne d'arrêter la « campagne du Cap Bon » le 1er février.

### La nouvelle donne politique en France
En février 1952, Jacques Bardoux, proche du lobby colonial  administrateur de la Compagnie générale du Maroc et des Mines de Bouskoura, est élu président de la Commission des Affaires étrangères de l’Assemblée nationale. Dans les deux semaines qui suivent, il joue un rôle politique décisif, lors de l’investiture inattendue d'un nouveau président du Conseil des ministres,,: le 8 mars 1952 Antoine Pinay est élu avec les voix de 27 députés, « souvent plus conservateurs que gaullistes », qui bravent la consigne d’abstention de leur parti, le RPF, puis créent leur propre parti. 
Dès son élection, Antoine Pinay écarte les propositions des gouvernements précédents d'accepter la souveraineté interne de la Tunisie, que Habib Bourguiba considérait comme « une base raisonnable de négociations » mais qui pour lui « sentaient l’hérésie et laissa toute licence au nouveau résident » Jean de Hauteclocque pour s'opposer aux velléités d'indépendance.

### L'ultimatum du 25 mars
Le 25 mars, Jean de Hauteclocque fixe un « ultimatum comminatoire » au souverain tunisien Lamine Bey : il lui demande le départ rapide du chef de gouvernement M'hamed Chenik. Les historiens estiment que le coup de force a été annoncé, peu avant d'être exécuté, dans une note accusant les ministres d'être « solidairement complices et sympathisants de l'insurrection ». 
Alors que le gouvernement français a changé, dirigé depuis mars par Antoine Pinay, favorable au statu quo colonial, Lamine Bey fait preuve « d'un esprit de résistance qui surprend les fonctionnaires du protectorat » et refuse à nouveau les demandes .

### Le coup de force
Le 26 mars 1952, Jean de Hauteclocque fait déporter dans le sud tunisien, à Kébili, quatre ministres, Mahmoud El Materi, Mohamed Salah Mzali, Mohamed Ben Salem et Chenik lui-même, suscitant « le scandale jusque dans les murs du Palais Bourbon » à Paris. De son côté, Bourguiba est transféré à Remada. Un nouveau gouvernement est désigné sous la direction de Slaheddine Baccouche.
Ce coup de force du 26 mars est « perpétré contre le Bey » lui-même, car toutes les relations avec l'extérieur sont coupées. Les troupes françaises investissent Tunis pour assiéger son palais .
Qualifié de « coup de force inouï » par le réalisateur et scénariste Omar Khlifi, il est raconté dans un livre quelques mois après.  De Hauteclocque « justifie ce coup de force » dans la Dépêche tunisienne du 27 mars 1952 . Il faudra attendre le 6 mai pour que les ministres internés soient autorisés à regagner leurs domiciles à Tunis, où ils sont placés sous surveillance policière.

### La position du Président Auriol
Jean Forgeot et Jacques Kosciusko-Morizet, respectivement secrétaire général et directeur du cabinet de Vincent Auriol transmettent à Lamine Bey une lettre qui lui fait croire au « soutien du président de la République au coup de force de Hauteclocque ». En fait, le gouvernement est divisé sur la question et le ministre de la défense René Pleven s'y oppose avec virulence, rappelant qu'un conseil ministériel du 21 mars avait encore demandé de privilégier la négociation et reprochant avec véhémence à Vincent Auriol d'avoir laissé faire, sans destituer De Hautecloque. Ce dernier, gêné, tente de l'amadouer dès le surlendemain du « coup de force ». Dans ses mémoires, Vincent Auriol décrit même un « coup de force contre les ministres ».

### Le rôle du mouvement syndical
Le coup de force augmente encore la pression sur le mouvement syndical tunisien, déjà en première ligne. Deux jours plus tard, Farhat Hached leader du syndicat UGTT, se tourne vers la Confédération internationale des syndicats libres (CISL), dont il est des dirigeants et qui réunit 52 millions de syndiqués dans le Monde. Il est appelé en consultation par la CISL. Il arrive à Bruxelles le 28 mars 1952 pour y « faire le point de la situation en Tunisie au lendemain du coup de force » avec le secrétaire général Jacobus Hendrik Oldenbroek. Dans la foulée, il repart en mission aux États-Unis pour une deuxième mission, du 4 au 27 avril 1952.
Les leaders nationalistes restant emprisonnés, déportés ou en exil, le syndicat UGTT, dirigé par Farhat Hached se retrouve à la tête de la résistance, via des grèves et mobilisations populaires, malgré l'arrestation de plus de 20 000 personnes par les militaires français. La loi sur les libertés syndicales et surtout le soutien de la CISL, des syndicalistes américains ainsi que des démocrates qui sont alors au pouvoir aux États-Unis lui assurent une forme de protection, qui prendra fin au début décembre, quand le Parti démocrate (États-Unis) perd l'élection présidentielle américaine. 
Dès le début avril, Farhat Hached visite le siège de la CISL à Bruxelles puis part aux États-Unis, d'abord à Washington et ensuite à New York, où les questions tunisiennes et marocaines sont débattues au Conseil de sécurité.
Début mai, le Résident général en Tunisie réclame l'élimination de Farhat Hached, comme le montre des documents déclassifiés en 2013. En novembre, une équipe du SDECE est chargée de préparer l'assassinat, selon un autre document. Il est exécuté par deux équipes le 5 décembre, lendemain de la présidentielle américaine.